# 蝶たちの殺意
『蝶たちの殺意』（ちょうたちのさつい）は、1983年に日本テレビ系「火曜サスペンス劇場」で放送されたテレビドラマ。主演は樫山文枝。原作 - 小林久三（講談社ノベルス）
副題「息子の担任教師が殺された！我が子に疑惑を抱く母たちの恐怖」 - フィルム作品。

## あらすじ
マンションのエレベーターで中学教師の本郷正男（荒川功）が刺殺された。同日・本郷の中学校の生徒である小山明（吉田友紀）は家に帰らなかった。心配して明を探す母・小山節子（樫山文枝）は不可解な行動を取る明を見つける。警察は被害者が残したダイイングメッセージと茶色のコートを着た小柄な男が現場から去ったという目撃情報から、中学生による教師殺人とみて、捜査を開始する。

## キャスト
- 小山節子 - 樫山文枝
- 小山省一 - 横内正
- 小山明 - 吉田友紀
- 一枝 - 楠トシエ
- 咲村貞夫 - 加藤和夫
- 中里刑事 - 南城竜也
- 咲村敏夫 - 伊藤哲也
- 小山桂子 - 仙名るみ
- 露木やすよ
- 吉佐美聖子
- 牧野義介
- 太田刑事 - 井川比佐志
- 村松敦子
- 大越弓沙
- 菅原千明
- 松田再起
- 羽生昭彦
- 七海わたる
- 大田浩人
- 本郷正男 - 荒川功
- 川上涼子
- 咲村美緒 - 松尾嘉代

## スタッフ
- 企画 - 小坂敬（日本テレビ）、山本時雄（日本テレビ）
- プロデューサー - 川原康彦（日本テレビ）、樋口潔（松竹）
- 原作 - 小林久三（講談社ノベルズ）
- 脚本 - 長野洋
- 音楽 - 三枝成章
- 撮影 - 宇田川満
- 美術 - 重田重盛
- 照明 - 山ノ上実
- 録音 - 高橋和久
- 編集 - 松浦和也
- 記録 - 長谷川幸子
- 装置 - 谷津勝利
- 装飾 - 奥村松太郎
- 美粧 - アート・メイク・トキ
- PR担当 - 吉武多恵子（日本テレビ）
- スチール - 樋口通
- 題字 - 広野まさる
- 調音 - 松竹映像録音スタジオ
- 衣裳 - 松竹衣裳
- 現像 - 東洋現像所
- 助監督 - 川上裕通
- 進行 - 田沢健二
- プロデューサー補 - 大塚尚史
- 製作主任 - 沼尾釣
- 協力 - ユキベルファム、（株）バーモス、フーフォレー
- 主題歌 - 「聖母たちのララバイ」 唄・岩崎宏美（ビクターレコード）
- 音楽協力 - 日本テレビ音楽
- 監督 - 田中登
- 制作 - 日本テレビ、松竹株式会社